# Oghamsteine von Camp
Die Oghamsteine von Camp stammen aus Camp (irisch An Com) auf der Dingle-Halbinsel im County Kerry in Irland. 

## Stein 1
Lage: 52° 12′ 52,1″ N, 9° 54′ 20″ W
Der 1858 entdeckte Oghamstein ist als „Faise’s Grave“ (irisch Uaigh Fais) bekannt. Er liegt im Glenfash (Gleann Fais, „Faises Tal“) auf einem Feld etwa 20,0 m östlich einer Nebenstraße, südlich von Camp in der Nähe der Straße N86 von Tralee nach Dingle.
Er ist etwa 3,4 m lang, 1,8 m breit und bis zu 0,5 m dick. Er trägt zwei Inschriften, eine in Ogham, die andere in lateinischer Schrift (Halbunziale). Die Oghamschrift befindet sich auf der Südseite des Steins, erstreckt sich über etwa 1,1 m und lautet: ᚛ᚉᚑᚅᚒᚅᚕᚈᚈ ᚋᚑᚊᚔ ᚉᚑᚅᚒᚏᚔ᚜ CONUNEATT MOQI CONURI. Die Inschrift in Halbunzialen las R. A. S. Macalister als: „Fect Cunuri“, was „Grab von Conaire“ bedeutet. Außerdem trägt er ein eingeritztes Kreuz.
Der Stein soll der Legende Lebor Gabála Érenn nach das Grab von Faise, einer Königin der Milesier markieren, die im Krieg gegen die Túatha Dé Danann fiel. 

## Stein 2
Der zweite Oghamstein von Camp wurde Mitte des 19. Jahrhunderts gefunden. Er ist aus Sandstein, 1,25 m hoch, 0,48 m breit und 0,2 m dick. Die unvollständig lesbare Ogham-Inschrift lautet: CCILARI AV[I]…COI VAG…. Ein Loch lässt vermuten, dass er als Torpfosten genutzt wurde.
Er wurde ins Beaufort House, in der Nähe von Killarney versetzt. Lage: 52° 4′ 14,6″ N, 9° 37′ 48,1″ W